# Jon Manteca Cabañes
Jon Manteca Cabañes, més conegut com el Coixo Manteca (Arrasate, Guipúscoa, 1967 - Oriola, Baix Segura, 25 de maig de 1996), va ser un personatge elevat al rang d'icona mediàtica de finals dels anys vuitanta, arran d'unes fotografies i videos on apareixia destrossant mobiliari urbà en una manifestació d'estudiants al gener de 1987.

## Història
Jon Manteca va néixer a Arrasate (Guipúscoa) en 1967. Quan tenia 16 anys, 26 de gener de 1983, una descàrrega elèctrica el va fer caure d'una torre d'alta tensió a la qual s'havia encimbellat. A causa de les ferides produïdes per la descàrrega i la caiguda, va perdre una cama i va sofrir importants danys en el cap, provocant-li una gran cicatriu que l'hi creuava de costat a costat.
Punk i rodamón sense domicili fixe, el 23 de gener de 1987 arriba a Madrid, mendicant, quan es va creuar casualment amb una de les moltes manifestacions estudiantils que aleshores recorrien la ciutat. En aquesta ocasió l'escenari era la confluència del carrer d'Alcalá i Gran Via, on es troba el Ministeri d'Educació, i la manifestació va ser d'una inusitada violència. La policia va arribar a realitzar trets que abateren una manifestant, María Luisa Prado, de 15 anys. Jon Manteca, contagiat per la violència ambiental, segons explicaria més tard, va utilitzar una de les crosses amb les quals es recolzava en caminar per a trencar el rètol de l'estació de metro de Banc d'Espanya i un rellotge−termòmetre enfront del mateix banc, sent captat per les càmeres de l'Agència EFE.
La fotografia va recórrer les portades de diversos mitjans a causa del pintoresc personatge (estètica punk, mutilació, cicatrius, violència), i en poc temps va acabar sent convertida pels mitjans de comunicació en símbol de les mobilitzacions estudiantils, a pesar que Jon Manteca no era estudiant ni tenia més relació amb tot allò que el fet d'haver-se trobat fortuïtament amb una manifestació al centre de la ciutat.
Jon Manteca va ser identificat dies més tard a Sevilla i va passar un breu període a la presó. També va ser detingut per escàndol públic a València el 12 de març de 1987 en insultar a la Mare de Déu dels Desemparats en la basílica, la qual cosa li va portar a complir una condemna de 120 dies a la presó de València. Durant aquelles Falles, va liderar un grup de punks que van intentar incendiar la Falla de la Plaça de l'Ajuntament, i provocaren aldarulls a la Falla Na Jordana i també durant la cremà, entrant a una falla en flames. L'agost de 1987, mentre es trobava a Bilbao, un grup de persones va voler llançar-ho a la ria per realitzar gestos obscens a la banda municipal mentre actuava però un grup de persones ho va evitar, sent finalment detingut. En 1988 Jesús Quintero el va entrevistar a El Perro Verde, de Televisió Espanyola.
Alguns sociòlegs van voler veure en ell a un símbol de la joventut i de determinats problemes o actituds específics de la mateixa (violència, desencantament, falta de respecte, estètica, etc.). "El Coixo Manteca" va ser entrevistat per diversos mitjans de comunicació i va suscitar cert interès durant un temps fins a caure finalment en l'oblit.
Va morir el 25 de maig de 1996 a l'hospital Vega Baja d'Oriola, víctima de la sida. Va ser incinerat a Torrevella.